# Liste der Bodendenkmäler im Kreis Borken

Kreis Borken

Die Liste der Bodendenkmäler im Kreis Borken umfasst:
- Liste der Bodendenkmäler in Ahaus
- Liste der Bodendenkmäler in Bocholt
- Liste der Bodendenkmäler in Borken
- Liste der Bodendenkmäler in Gescher
- Liste der Bodendenkmäler in Gronau
- Liste der Bodendenkmäler in Heek
- Liste der Bodendenkmäler in Heiden
- Liste der Bodendenkmäler in Isselburg
- Liste der Bodendenkmäler in Legden
- Liste der Bodendenkmäler in Raesfeld
- Liste der Bodendenkmäler in Reken
- Liste der Bodendenkmäler in Rhede
- Liste der Bodendenkmäler in Schöppingen
- Liste der Bodendenkmäler in Stadtlohn
- Liste der Bodendenkmäler in Südlohn
- Liste der Bodendenkmäler in Velen
- Liste der Bodendenkmäler in Vreden